# Strangalia benitoespinali
Strangalia benitoespinali là một loài bọ cánh cứng trong họ Cerambycidae.